# Loris Mouyokolo
Loris Mouyokolo, né le 22 mai 2001 à Drancy, est un footballeur franco-congolais qui évolue au poste de défenseur central au Grenoble Foot 38 en Ligue 2.

## Biographie

### Débuts et formation
Loris Mouyokolo, né le 22 mai 2001 à Drancy, rejoint le FC Lorient en 2008 à l'âge de 7 ans. Après être passé par toutes les catégories jeunes, il intègre l'équipe réserve en 2018 ou il effectue un total de 35 matchs.

### FC Lorient
Le 16 Novembre 2020, Loris Mouyokolo signe son premier contrat professionnel avec le FC Lorient.
Il fait ses débuts pour son club formateur, le 16 décembre 2020, lors du 15e journée de Ligue 1 contre le Paris Saint-Germain (défaite 2-0).
Le 13 Juillet 2021, Loris Mouyokolo prolonge avec le FC Lorient, il paraphe un contrat allant jusqu'en 2025.
Le Août 2022, Loris Mouyokolo prolonge une deuxième fois avec le FC Lorient avant d'être prêté au Rodez AF, il paraphe un contrat allant jusqu'en 2026.

### Prêt au FC Bourg-Péronnas
Le 24 Janvier 2022, Loris Mouyokolo est prêté pour une demi-saison au FC Bourg-Péronnas.
Il fait ses débuts pour le FC Bourg-Péronnas, le 4 février 2022, lors de la 20e journée de National contre l'US Avranches (victoire 2-0).

### Prêt au Rodez AF
Le 21 août 2023, Loris Mouyokolo est prêté pour une saison au Rodez AF
Il fait ses débuts pour Rodez AF, le 13 aout 2022, lors de la 3e journée de Ligue 2 contre le Nîmes Olympique (défaite 1-0).

### Grenoble Foot 38
Le 27 août 2024, Loris Mouyokolo s'engage librement avec le Grenoble Foot 38, il paraphe un contrat allant jusqu'en 2027.
Il fait ses débuts pour le GF38, le 16 septembre 2024, remplaçant Lenny Joseph, lors de la 4e journée de Ligue 2 contre le SM Caen (victoire 3-1).
Le 14 février 2025, lors de la 23e journée de Ligue 2 contre l'Amiens SC, Mouyokolo inscrit son premier but avec le Grenoble (victoire 4-1).